# Горб, Ксения Александровна
Ксения Александровна Горб (укр. Ксенія Олександрівна Горб, род. 31 июля 1985, Днепропетровск, УССР) — украинский хореограф-постановщик, танцовщица, тренер, Мастер спорта Украины по спортивным танцам (2003), хореограф украинского телепроекта  «Танцуют все!», главный хореограф грузинского (2017) и украинского (2019) телепроектов «Танцы со звёздами».

## Биография
Ксения Горб родилась в Днепропетровске 31 июля 1985 года. Ещё до школы начала заниматься карате и художественной гимнастикой. Во втором классе Ксения сама записалась в кружок бальных танцев, открывшийся неподалеку от дома. Это были первые танцевальные шаги.
После 3-го класса семья переехала в г.Киев. Когда в 1999 году Ксения перешла в клуб спортивного танца «Шанс» и встала в пару с Алексеем Бисько, появились первые серьёзные результаты.
В 2002 году Ксения с Алексеем стали вице чемпионами Украины по 10 танцам, а в 2003 году Ксении присвоили звание «Мастер спорта Украины по спортивным танцам».
2003 – в новой паре с Дмитрием Дикусаром появился новый стиль танцевания. Пара участвовала во многих турнирах по всему миру, неоднократно были финалистами чемпионатов Европы.
2004-2008 – учеба в Национальном университете физического воспитания и спорта Украины на кафедре физического воспитания.
В декабре 2006 года Ксения открыла свою студию танца "TENDENCE". 
С 2009 года – тренер и хореограф Предславинской гимназии №56 (Киев). Активно занимается тренерской и концертной деятельностью.

## Телевизионные проекты
2006 – Ксения становится бронзовым призёром первого сезона проекта «Танцы со звездами» (Украина) на телеканале «1+1», в ходе которого она и Виталий Козловский продемонстрировали невероятные танцы, трюки и интересные образы, которые запомнились многим зрителям .
2007 – Участник третьего сезона «Танцев со звездами» на телеканале «1+1» с Виталием Козловским.
2009 – Участник проекта «Танцую для тебя» на телеканале «1+1» с Вячеславом Узелковым .
2011 – Хореограф четвертого сезона проекта Танцы со звёздами (Украина) на телеканале СТБ.
2012 – Участник второго сезона проекта «Последний герой» на телеканале ICTV.
2011-2014 – Хореограф бальных танцев украинского проекта Танцуют все! (СТБ).
2017 – Главный хореограф седьмого сезона проекта «Танцы со звездами» (Грузия) на телеканале IMEDI.
2019 – Главный хореограф седьмого сезона проекта «Танцы со звездами (Украина)» на телеканале «1+1».
2020 – Главный хореограф восьмого сезона проекта «Танцы со звездами (Украина)» на телеканале «1+1»

## Награды и номинации
2000-2006 – Финалистка чемпионатов Европы по десяти танцам.
2003 – Мастер спорта Украины по спортивным танцам.
2003 – Вице-чемпионка Украины по десяти танцам среди молодежи.
2005 – Финалистка Чемпионата мира по латиноамериканским танцам.